# Profesionalización
La Profesionalización es el proceso social por el cual se mejoran las habilidades de una persona para hacerla competitiva en términos de su profesión u oficio. Por la misma, cualquier comercio u ocupación en el mismo, se transforma en una verdadera profesión de la más alta integridad y competencia.
Este proceso tiende a implicar el establecimiento aceptable de cualificaciones de una Asociación o Colegio profesional para supervisar la conducta de los miembros de la profesión y un cierto grado de demarcación de los así calificados de los clasificados como amateurs. Esto crea una división jerárquica entre el gobierno autorizado de los perfiles profesionales y la diferente ciudadanía. Esta demarcación se denomina a menudo cierre ocupacional, ya que significa que la profesión se encuentra cerrada a la entrada de forasteros, aficionados y de no cualificados: una ocupación estratificada definida por la demarcación del grado profesional. 
El origen de este proceso se piensa que ha estado presente en los gremios de comerciantes durante la Edad Media, cuando lucharon por los derechos exclusivos para la práctica de sus oficios como jornaleros y la participación de aprendices no remunerados.
Las profesiones también poseen poder, prestigio, altos ingresos, alto estatus social y privilegios; sus miembros, en poco tiempo, llegan a formar una  clase de élite donde las personas, alejadas en cierta medida de la gente común, ocupan una posición elevada en la sociedad: una pequeña élite ... una estructura jerárquica de sistema social: un sistema de clasificación de órdenes y clases.
El proceso de profesionalización tiende a establecer un grupo de normas y de conducta de cualificación de los miembros de la profesión y también tiende a insistir en que los miembros de la profesión actúen  en conformidad con dichas normas. y cumplir, más o menos estrictamente, con los procedimientos establecidos y de cualquier código de conducta acordado, que son vigilados por Colegios profesionales, para asegurar la acreditación en conformidad con las expectativas generales de la profesión. 